# Enrico Bracchi
Enrico Bracchi (Bormio, 1898 – Bressanone, 1973) è stato un ufficiale italiano. Insignito di sei medaglie d'argento, una di bronzo e tre croci di guerra.

## Biografia
Enrico Bracchi durante il secondo conflitto bellico fece parte del 6º Reggimento alpini della divisione Tridentina. Nel luglio 1942 partì con l'ARMIR per il fronte russo dove fu comandante del battaglione Vestone combattendo nella battaglia di Nikolaevka e guidando il ripiegamento dal Don.
Rientrato in Italia a fine marzo del 1943 dopo l'armistizio di Cassibile fu fatto prigioniero dai tedeschi.
Nel 1964 il comune di Vestone gli concesse la cittadinanza onoraria.

## Onorificenze

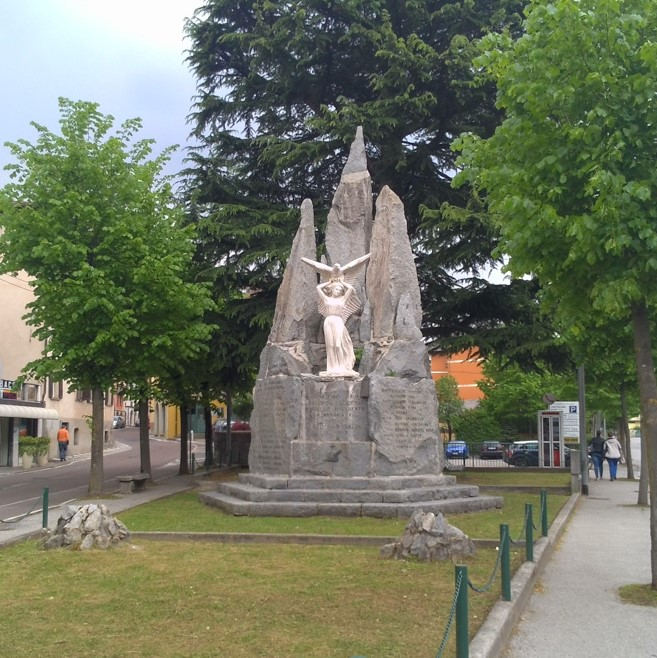
Monumento dedicato al Battaglione alpini Vestone